# Natalia Kills
Natalia Kills, eredeti nevén Natalia Noemi Keery-Fisher (Bradford, Anglia, 1986. augusztus 15.) dalszövegíró, színésznő, rövidfilmrendező.

## Élete és pályafutása
Bradford városában született, jamaikai apától és uruguayi anyától. A Yorkshire College of Music and Drama iskolában tanult. Leedsben, Barcelonában nőtt fel, tizennégy éves korában költözött Londonba.

## Filmográfia
Első színészi szerepe a New Voices című műsorban volt 1995-ben, hétéves korában. Legközelebb 2003-ban tűnt fel a televízióban, az All About Me című sorozatban, ahol 22 epizódon játszotta Sima szerepét. Még ebben az évben játszott a Casualty angol sorozat egy, a Coronation Street két epizódjában.
2004-ben szerepelt a Doctors és a Blue Murder, tévésorozatokban, 2005-ben a No Angels című sorozat egy részében, 2006-ban feltűnt a Silent Witness és a Tripping Over című angol sorozatban. 2007-ben Kerryt alakította a Cape Wrath című sorozat egy epizódjában.
2010-ben Natalia saját minisorozatot forgatott Love Kills xx címmel, amely tíz, pár perces epizódokból áll és a YouTube videómegosztó oldalon lehet megtekinteni.

### Diszkográfia
2005-ben Verbalicious néven kiadta debütáló kislemezét, a Don't Play Nice-t. Ezt követte a második, a They Talk Shit About Me. 2008-ban will.i.am leszerződtette az Interscope Recordshoz, később Martin Kierszenbaummal írt alá egy szerződést, így a Cherrytree Records előadójává vált. A sikert a Perfektionist című album hozta meg, melyről a legnagyobb slágerei a Mirrors, a Wonderland, és a Zombie című szám. Az albumot Németországban 2011 áprilisában adták ki, megjelent Lengyelországban és az Egyesült Államokban is.

#### Videóklipjei
- Zombie
- Activate my Heart
- Mirrors
- Wonderland (Ft. Rrlytox)
- Free
- Kill My Boyfriend
- Controversy
- Problem
- Saturday Night

## További információ
- Hivatalos oldal
- Natalia Kills a Facebookon
- Natalia Kills az Internet Movie Database-ben (angolul)